# سافت‌بال در بازی‌های آسیایی ۲۰۱۴
سافت‌بال در بازی‌های آسیایی ۲۰۱۴ در پارک مونهاک در اینچئون در کره جنوبی برگزار شد. تاریخ برگزاری این رقابت‌ها ۲۷ ستامپر تا ۲ اکتبر ۲۰۱۴ بود.

## جدول مدال
| رتبه | تیم       | Pld | W | L |
| ---- | --------- | --- | - | - |
| 1    | ژاپن      | ۷   | ۷ | ۰ |
| 2    | تایوان    | ۸   | ۵ | ۳ |
| 3    | چین       | ۷   | ۴ | ۳ |
| ۴    | فیلیپین   | ۶   | ۲ | ۴ |
| ۵    | کرهٔ جنوبی | ۵   | ۱ | ۴ |
| ۶    | تایلند    | ۵   | ۰ | ۵ |